# Мельник Аліна Ігорівна
Аліна Мельник (нар. 15 травня 2005, Львів, Україна) — українська гімнастка групових вправ. Бронзова призерка чемпіонату світу. Майстер спорту України міжнародного класу.
У березні 2025 року оголосила про завершення спортивної кар'єри через здоров'я.

## Життєпис
Вихованка львівського спортивного клубу «Ніка». Перший тренер — Ірина Руда.

## Статистика
Групові вправи
| Рік                | Змагання                          | Команда | ГБ | 5  | 5     |
| ------------------ | --------------------------------- | ------- | -- | -- | ----- |
| Юніорські змагання |                                   |         |    |    |       |
| 2019               | Чемпіонат Європи                  |         |    | 2  |       |
| 2019               | Чемпіонат світу                   | 16      | 16 |    | 12    |
| Рік                | Змагання                          | Команда | ГБ | 5  | 3 + 2 |
| Дорослі змагання   |                                   |         |    |    |       |
| 2021               | Чемпіонат світу                   | 4       | 8  | 11 | 7     |
| 2023               | Чемпіонат світу                   | 6       | 5  | 7  | 3     |
| 2023               | Кубок України                     |         | 1  |    |       |
| 2024               | Міжнародний турнір Miss Valentinе |         | 1  | 1  | 1     |
| 2024               | Кубок світу. Афіни                |         | 13 | 4  |       |
| 2024               | Гран-прі. Тьє                     |         | 3  | 5  | 5     |
| 2024               | Кубок світу. Софія                |         | 10 | 7  |       |
| 2024               | Кубок світу. Баку                 |         | 7  | 5  | 7     |
| 2024               | Чемпіонат Європи                  | 8       | 6  | 5  | 3     |
| 2024               | Кубок світу. Мілан                |         | 8  |    | 3     |
| 2024               | Кубок виклику. Клуж-Напока        |         | 7  | 7  | 3     |
| 2024               | Олімпійські ігри                  |         | 7  |    |       |